# Кастелов знак
Кастелов знак један је од медицинских знакова који служи за процену спленомегалије (увећања слезине) током преглед трбуха. Он је алтернативни маневар који се користи код физичког прегледа уместо перкусије у Траубеовом простору.
Иако је спленомегалија повезана са многим болестима, она остаје један од недостижних налаза физичког током прегледа трбуха. Стања као што су инфективна мононуклеоза, таласемија и цироза могу бити повезана са спленомегалијом, и као резултат тога, тражење поузданих знакова повезаних са овим стањем је истраживано генерацијама. Данас постоји неколико таквих индикација за спленомегалију, а о њиховој корисности се расправља у медицинској литератури. 
Присуство или одсуство спленомегалије може се поуздано утврдити физичким прегледом коришћењем Кастеловог знака у комбинацији са другим клиничким информацијама, које повећавајући позитивну предиктивну вредност теста. Коришћење Кастеловог знака у дијагностици  спленомегалије чини га важним елементом за процену и одлучивању да ли да се настави са дањим истраживањима и снимањима слезине.

## Историја
Доналд О. Кастел, по коме је назив добио овај знак, први пут је описао у свом раду из 1967. године под називом  „Перкусија слезине“, објављеном у  часопису Annals of Internal Medicine. Кастел је гастроентеролог школован за потребе морнарице на Медицинском факултету Џорџа Вашингтона. Док је био стациониран у поморској станици на Великим језерима у северном Илиноису, Кастел је проучавао 20 пацијената мушког пола, од којих је 10 имало позитивне перкусионе (Кастел) знакове и 10 контролних пацијената са негативним перкусионим знацима увећања слезине. Он је потом слезину сваког пацијента  квантитативно мерио коришћењем хромом обележених еритроцита и радиоизотопских фотоскенова слезине.  Након ових истраживања професор Кастел је показао да је средња величина слезине пацијената у контролној групи била 75 cm2, у распону од 57 cm2 до 75 cm2, док је средња величина слезине пацијената са позитивном перкусијом била 93 cm2, у распону од 77 cm2 до 120 cm2.  На основу ових истраживања др Кастел је закључио да његова техника перкусије слезине помаже у идентификацији „благе до умерене хипертрофије слезине“ и да је стога „драгоцена дијагностичка метод или техника“ код увећања слезине.

## Значај
Кастелов знак у комбинацији са другим клиничким информацијама, може се поуздано користити да укаже на присуство или одсуство спленомегалије, чиме се повећава позитивна предиктивна вредност овог теста.

## Опште информације
Нормална одрасла слезина лежи одмах испод дијафрагме у левом горњем квадранту абдомена. Дужине је од 6 до 13 cm, а тежина од 75 до 120 g. Слезина се нормално не опипава осим код витких младих одраслих особа. Када се слезина може опипати испод леве ребрене ивице, у мировању или на инспирацији, треба посумњати на повећање слезине и тражити објашњење. Иако нормална величина, или чак абнормално мала, слезина може бити укључена у патолошке процесе, са изузетком стања повезаних са инфарктом слезине, физички преглед генерално није од помоћи у идентификацији проблема. Ипак, увећана и перкутоно хиперосорна слезина је важан показатељ присуства разних болести.
Имајући напред навдено палпација у пределу слезине се генерално дуго сматрала ограниченом методом у пропедевтици као метода за откривање њеног увећања, и стога се није користила често као дијагностички алат. Међутим током недавног искуства са пацијентима који имају инфективну мононуклеозу, перкусија слезине  коришћена је као дијагностичка метода да би се избегао ризик од руптуре слезине која може да прати њену снажну палпацију током физичког прегледа. Временом је захваљујући овом искуству постало очигледно да је перкусија слезине прилично корисна метода у процени благог до умереног степена спленомегалије. Наком овог искуства, перкусија преко слезине све више је постајала рутинска метода током физичког прегледа код свих пацијената суспектних на спленомегалију.
Данас се  перкусија (Кастелов знак) може користити  у дијагностици следећих болести које могу изазвати спленомегалију:
- мононуклеоз,
- идиопатска тромбоцитопенија,
- хемолитичка анемија,
- ХИВ инфекција,
- паразитскеинфекције,
- поремећаје везивног ткива,
- цироза јетре,
- портална хипертензија,
- инфаркт слезине

Имајући у виду напред наведено данас се саветује  да се пре сваке палпације (као агресивније методе) претходно изврши перкусија слезине и тиме спречи евентуална руптура слезине.

## Техника
Код Кастелове методе, пацијент се прво поставља у лежећи положај. Док пацијент потпуно удише, и издише ваздух, перкутује се подручје најнижег међуребарног простора (8. или 9.) дуж леве предње аксиларне линије. 
Кастелов знак се сматра позитивним ако сетоком перкусије  звук промени од резонантног тона (када испитаних потпуно издахне) у тупи тон (када потпуно удахне ваздух). Резонанција која се чује при издисању вероватно је последица савијања стомака испуњеног ваздухом или слезине и дебелог црева. Када особа удахне, слезина се помера доле дуж постеролатералног трбушног зида. Када је слезина довољно увећана да доњи пол достиже 8. или 9. међуребарни простор, перципира се тупи ударни звук који указује на спленомегалију. 

### Ограничења
Требало би имати у виду да су утврђена нека ограничења у примени Кастеловог знака, а то су:
- да присуство велике спленомегалије или велике количине течности у желуцу или дебелом цреву може спречити да се резонантни ударни звук чује при издисању.
- да се ког гојазних људи и код неких пацијената дуже време после оброка, добије лажни Кастелов знак.

## Интерпретација резултата
Систематски преглед часописа “The Spleen Percussion Sign”  из 1993. године открио је да је Кастелов знак био најосетљивији маневар физичког прегледа за откривање спленомегалије када се упореди палпација, 
Код асимптоматских пацијената са веома малом клиничком сумњом на спленомегалију, мало је вероватно да ће само физички преглед потврдити спленомегалију због недовољне осетљивости теста. Као и код многих других налаза у медицини, Кастелов знак мора бити комбинован са клиничким налазима да би се одредила спленомегалија. Постизање позитивне предиктивне вредности веће од 90% захтева вероватноћу пре тестирања од 70%. 
Гровер и сарадници. препоручује клиничку сумњу на спленомегалију од најмање 10% пре тестирања да би се физичким прегледом ефикасно утврдила дијагноза спленомегалије. Међутим, вероватноћа претходног тестирања од 10% даје само 35% позитивну предиктивну вредност. Да би се искључила спленомегалија, вероватноћа пре теста од ≤30% даје негативну предиктивну вредност од ≥90%.
С обзиром на мали број налаза физичког прегледа за процену могућности спленомегалије, Кастелов знак је најосетљивији и стога одговарајући алат за подучавање на курсевима физичког прегледа напредног типа. Показало се да Кастелова болест има одличну осетљивост у односу на друге перкусионе знакове и палпацију слезине,(која вероватно није од помоћи због екстремне хипертрофије која је потребна да се слезина осети испод ивица ребра). Стога, Кастелов знак постаје важан део физичког прегледа трбуха (абдомена) у одговарајућим клиничким истраживањима.